# Jose Toledo
Josefina Victoria Toledo López, coneguda com a Jose Toledo (Santa Lucía de Tirajana 1 d'abril de 1963), és una model i presentadora de televisió espanyola.

## Biografia
Neix l'1 d'abril de 1963. És germana de les actrius Fabiola Toledo i Cyra Toledo, però no té llaços familiars amb l'actriu Goya Toledo, com moltes vegades s'havia especulat.
En els inicis de la seva popularitat, arran de contreure matrimoni a la ciutat de Nova York en la tardor de 1984 amb José Cristóbal Martínez-Bordiú y Franco, fill dels marquesos de Villaverde i net de Francisco Franco, era coneguda com a Josefina Victoria. Té dos fills d'aquest matrimoni: Daniel (1990) i Diego (1998). En setembre de 2017 el matrimoni es va separar.
S'inicia professionalment sobre la passarel·la el 1984 a Barcelona i, durant anys, desfila, entre d'altres, per a Chanel, Balenciaga, Christian Dior, Gianni Versace, Calvin Klein o Carolina Herrera.
En 1991 dona el salt a televisió per presentar el programa musical Los 40 principales en Canal+. En 1994, és fitxada per Televisió Espanyola, per posar-se al capdavant de l'espai cinematogràfic Cartelera, que conduiria fins a 2008. L'espai la converteix llavors, en un dels rostres més populars de la pantalla petita.
Entre 1995 a 2000 va poder compaginar Cartellera amb la presentació del programa de crònica social Gente, també en La 1. Quan s'absentava del programa per gaudir de les seves vacances era substituïda per Judit Mascó o Anne Igartiburu. Al juliol de 2008 va substituir Cristina García Ramos al capdavant del programa setmanal de crònica social. Corazón, corazón, també de Televisió Espanyola, abandonant definitivament Cartelera per a aquesta nova comesa. Al desembre de 2009, s'anuncia que després de quinze anys de treballant per a TVE, abandona la cadena pública, sent Carolina Casado, la seva substituta al capdavant de Corazón, corazón.
En 2012, va presentar en Telemadrid el magazine diari Doble página al costat de Quico Taronjí. El 31 de desembre de 2014 torna a RTVE, per ser la cara que de les campanadas de benvinguda al 2015 des del Gran Casino de Santa Cruz de Tenerife, a les Illes Canàries.
Del 7 de febrer de 2015 al 30 d'agost de 2015, va tornar una altra vegada a la 1 de TVE, substituint Carolina Casado al capdavant de l'espai Corazón, durant la seva baixa per maternitat.
El 8 de juliol d'aquest mateix any, amb motiu de la celebració pels divuit anys i 5000 programes de Corazón, va presentar juntament amb les seves companyes, Anne Igartiburu i Carolina Casado, una edició especial del programa de 19:50 a 21:00. El 31 de desembre de 2015, per segon any consecutiu, va presentar les Campanadas de RTVE a Canàries, des del municipi de Teror, acompanyada de Roberto Herrera. La retransmissió va obtenir una audiència mitjana de 187.000 espectadors i un 33.3% a les illes, sent la retransmissió més vista des de 1998 en l'arxipèlag i a Espanya: 3.8 milions i un 32% de quota mitjana, van seguir la retransmissió de 00:55 a 01:05.
Del 23 de maig de 2016 al 13 de juliol de 2016, va presentar, Corazón de dilluns a divendres, de 14:30 a 15:00, en substitució d'Anne Igartiburu, per la seva baixa maternal. Des de 2016, es converteix en substituta oficial, al programa Corazón, quan Anne Igartiburu i Carolina Casado s'absenten. En 7 de juliol de 2017, amb motiu de la celebració dels vint anys, de Corazón, va presentar un lliurament especial del programa, juntament amb les seves companyes: Anne Igartiburu i Carolina Casado.
Des de octubre de 2017, Jose Toledo, s'encarrega de presentar el programa: "Buenos días, Buenas tardes", a TVE Internacional. Es tracta d'un espai dedicat a l'actualitat musical, moda i bellesa, produït per La Cometa TV, en el qual col·laboren la modelo i presentadora, Paloma Lago i la periodista, Rosa Villacastín.

## Premis
- Antena de Oro 2009